# Система футбольных лиг Польши
Система футбольных лиг Польши — связанные между собой футбольные лиги, управляемые Польским футбольным союзом.

## Система
| Уровень | Лиги                                                   | Лиги                                                       | Лиги                                                   | Лиги                                                   | Лиги                                                   | Лиги                                                    | Лиги                                                   | Лиги                                                   |
| ------- | ------------------------------------------------------ | ---------------------------------------------------------- | ------------------------------------------------------ | ------------------------------------------------------ | ------------------------------------------------------ | ------------------------------------------------------- | ------------------------------------------------------ | ------------------------------------------------------ |
| 1       | Экстракласса 16 клубов                                 | Экстракласса 16 клубов                                     | Экстракласса 16 клубов                                 | Экстракласса 16 клубов                                 | Экстракласса 16 клубов                                 | Экстракласса 16 клубов                                  | Экстракласса 16 клубов                                 | Экстракласса 16 клубов                                 |
| 2       | Первая лига 18 клубов                                  | Первая лига 18 клубов                                      | Первая лига 18 клубов                                  | Первая лига 18 клубов                                  | Первая лига 18 клубов                                  | Первая лига 18 клубов                                   | Первая лига 18 клубов                                  | Первая лига 18 клубов                                  |
| 3       | Вторая лига (Запад) 18 клубов                          | Вторая лига (Запад) 18 клубов                              | Вторая лига (Запад) 18 клубов                          | Вторая лига (Запад) 18 клубов                          | Вторая лига (Восток) 18 клубов                         | Вторая лига (Восток) 18 клубов                          | Вторая лига (Восток) 18 клубов                         | Вторая лига (Восток) 18 клубов                         |
| 4       | Третья лига Grupa dolnośląsko-lubuska 16 клубов        | Третья лига Grupa kujawsko-pomorsko-wielkopolska 16 клубов | Третья лига Grupa łódzko-mazowiecka 16 клубов          | Третья лига Grupa małopolsko-świętokrzyska 16 клубов   | Третья лига Grupa opolsko-śląska 16 клубов             | Третья лига Grupa podlasko-warmińsko-mazurska 16 клубов | Третья лига Grupa lubelsko-podkarpacka 16 клубов       | Третья лига Grupa pomorsko-zachodniopomorska 16 клубов |
| 5       | Четвёртая лига по 16 клубов                            | Четвёртая лига по 16 клубов                                | Четвёртая лига по 16 клубов                            | Четвёртая лига по 16 клубов                            | Четвёртая лига по 16 клубов                            | Четвёртая лига по 16 клубов                             | Четвёртая лига по 16 клубов                            | Четвёртая лига по 16 клубов                            |
| 7       | Региональная лига по 18 клубов                         | Региональная лига по 18 клубов                             | Региональная лига по 18 клубов                         | Региональная лига по 18 клубов                         | Региональная лига по 18 клубов                         | Региональная лига по 18 клубов                          | Региональная лига по 18 клубов                         | Региональная лига по 18 клубов                         |
| 8       | А класса по 14 клубов                                  | А класса по 14 клубов                                      | А класса по 14 клубов                                  | А класса по 14 клубов                                  | А класса по 14 клубов                                  | А класса по 14 клубов                                   | А класса по 14 клубов                                  | А класса по 14 клубов                                  |
| 9       | В класса по 14 клубов                                  | В класса по 14 клубов                                      | В класса по 14 клубов                                  | В класса по 14 клубов                                  | В класса по 14 клубов                                  | В класса по 14 клубов                                   | В класса по 14 клубов                                  | В класса по 14 клубов                                  |
| 10      | С класса Не во всех регионах. Число клубов варьируется | С класса Не во всех регионах. Число клубов варьируется     | С класса Не во всех регионах. Число клубов варьируется | С класса Не во всех регионах. Число клубов варьируется | С класса Не во всех регионах. Число клубов варьируется | С класса Не во всех регионах. Число клубов варьируется  | С класса Не во всех регионах. Число клубов варьируется | С класса Не во всех регионах. Число клубов варьируется |

В сезоне 2008/09 в системе футбольных лиг Польши произошла реорганизация: «Первая лига» была переименована в «Экстраклассу», «Вторая лига» в «Первую» лигу. «Третья» во «Вторую» и т.  д.